# 李棟朝
李棟朝，山東鄒平縣人，清朝初年政治人物。
順治十一年（1654年）甲午科舉人。順治十二年（1655年）聯捷乙未科三甲二百七十七名進士。官至江南宣城縣（今安徽省宣城市）知縣。。